# Radfernweg Hamburg-Bremen
De Radfernweg Hamburg-Bremen is een langeafstandsfietsroute in Duitsland. De route verbindt de steden Hamburg en Bremen en maakt in zijn geheel deel uit van de internationale langeafstandsfietsroutes EuroVelo EV3 Pelgrimsroute. Het traject is bewegwijzerd in twee richtingen.

## Traject
De route start in Hamburg aan de Elbe. In Hamburg kan worden aangesloten op de EuroVelo EV12 Noordzeeroute of kan de EV3 noordwaarts worden vervolgd via aansluiting op de Hærvejen. Ook kan worden aangesloten op de Elberadweg.
Eerste wordt de Elbe gevolgd, daarna gaat het richting Sittensen. De route voert door het vlakke land richting de stad Bremen. Hier kan de EV3 zuidwaarts worden vervolgd middels aansluiting op de Brückenradweg. Ook kan worden aangesloten op de Weserradweg die de Wezer volgt.

## Aansluitingen met Europese routes
- In Hamburg sluit de route aan op de EuroVelo EV12 Noordzeeroute.
- Het gehele traject is onderdeel van de EuroVelo EV3 Pelgrimsroute.

## Aansluitingen met andere routes
- In Hamburg kan worden aangesloten op de Hærvejen.
- In Hamburg kan worden aangesloten op de Elberadweg.
- In Hamburg kan worden aangesloten op de Hanzeroute.
- In Bremen kan worden aangesloten op de Brückenradweg.
- In Bremen kan worden aangesloten op de Weserradweg.
- In Bremen kan worden aangesloten op de Hanzeroute.
- Op elk willekeurig punt kan gebruik worden gemaakt van het fietsroutenetwerk ter plaatse.